# Neuwerk

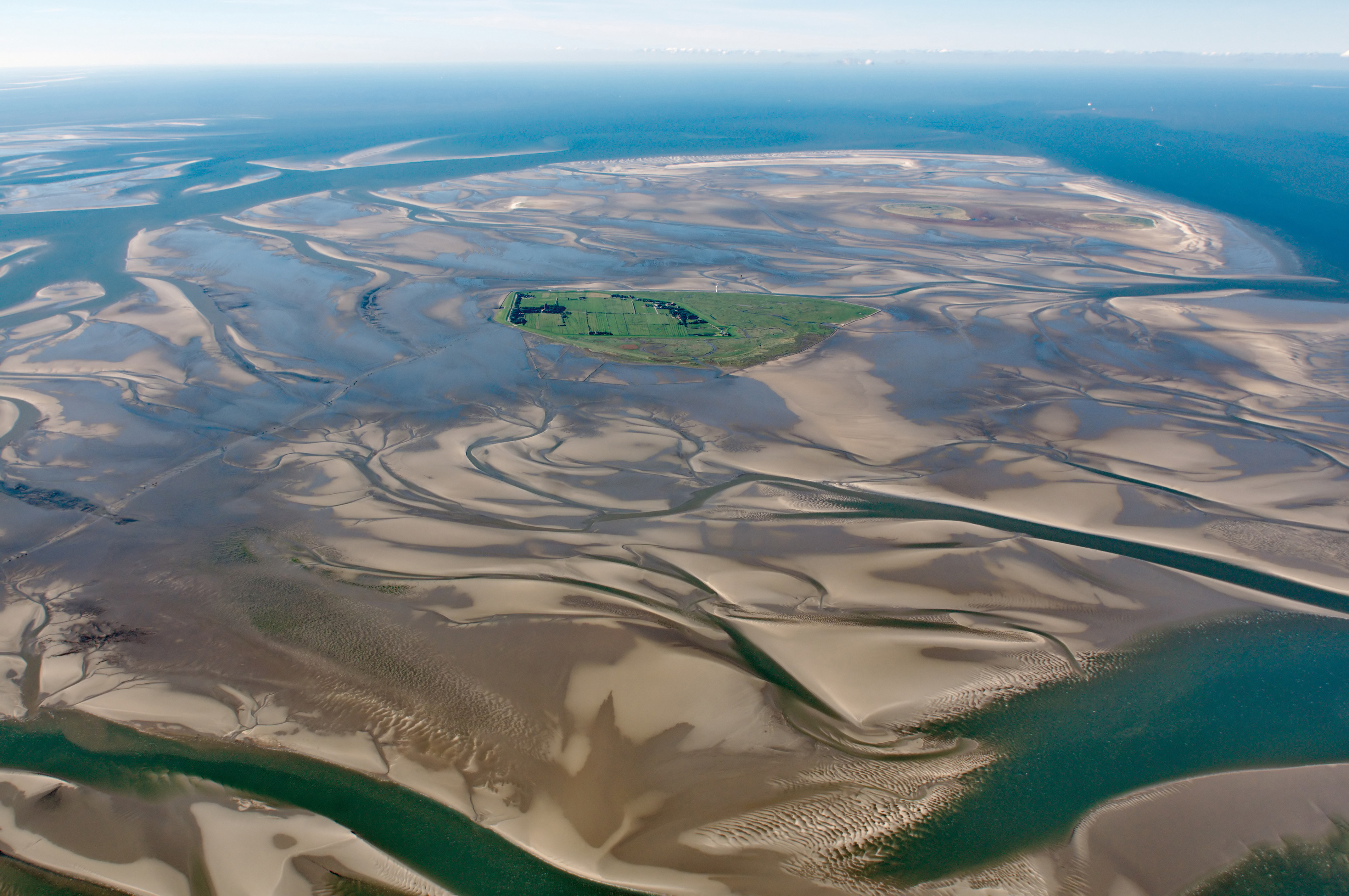
Neuwerk

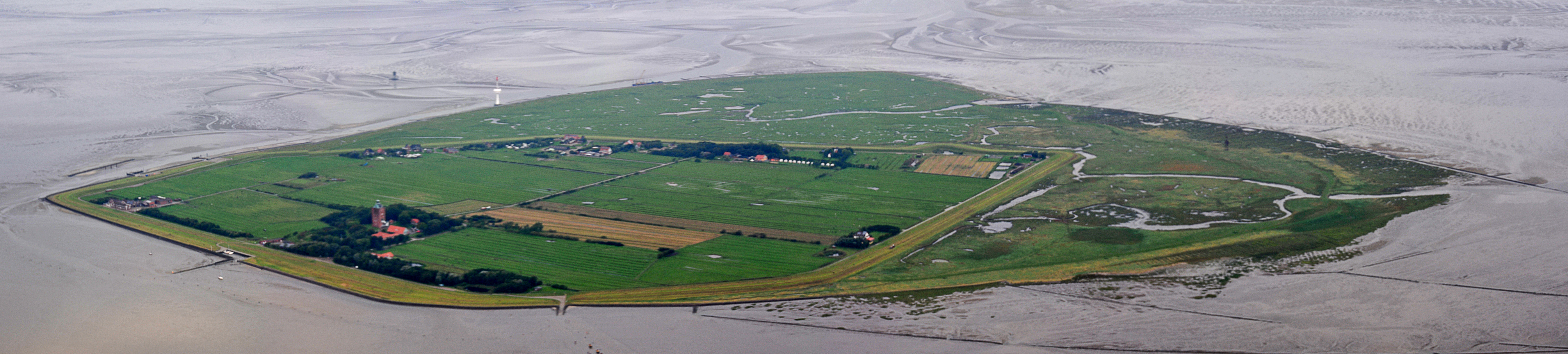
Neuwerk

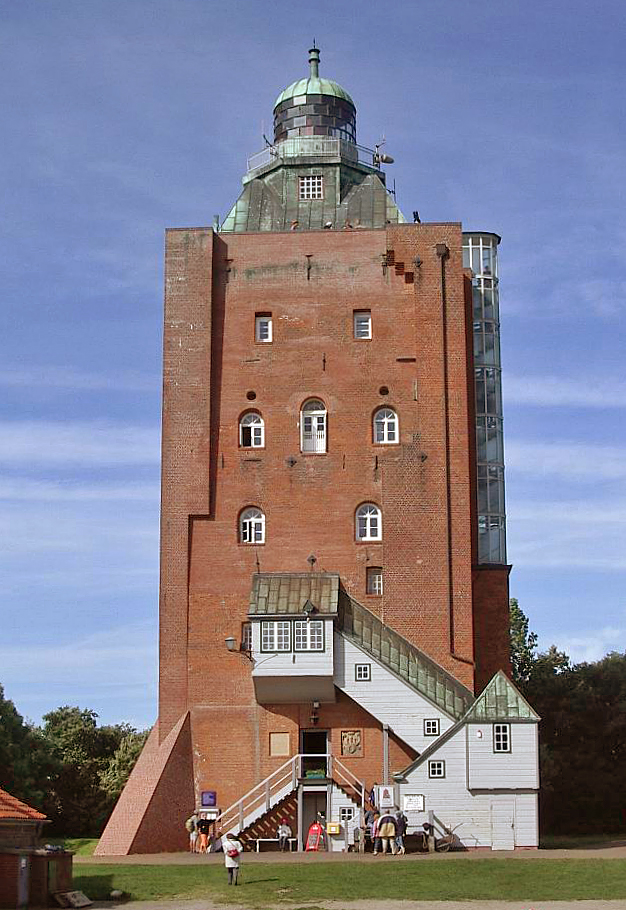
Faro de Neuwerk

Neewark (Neuwerkⓘ; en bajo alemán Neewark) es una isla alemana que forma parte de las islas Frisias. Tiene una superficie de unos 3 km². Viven unas docenas de personas (33 en 2002).
Neuwerk está situada entre las desembocaduras del Elba y el Weser, delante de la costa de Cuxhaven (sus coordenadas son 53°55′16″ N, 8°30′2″ E). 
En 1556 Neuwerk fue polderizada. Los diques protegen la línea costera. La parte oriental de la isla pertenece al parque nacional del mar de Frisia hamburgués y está protegida. Administrativamente pertenece a Hamburgo.